# Василий Лавров
Василий Николаевич Лавров е руски офицер, генерал-майор. Участник в Руско-турската война (1877 – 1878).

## Биография
Василий Лавров е роден на 27 април/9 май 1838 г. в Епифановски уезд на Тулска губерния в семейството на потомствен дворянин. Ориентира се към военното поприще. Завършва с отличие Николаевското училище за гвардейски юнкери с производство в първо офицерско звание прапорщик и зачисление в Конно-гренадирски полк (1855).
Завършва Николаевската академия на Генералния щаб и е повишен във военно звание поручик (1857). Преведен е в гвардейския щаб.
Командирован е във 2-ра гвардейска пехотна дивизия с командир генерал-майор Иван Ганецки и участва в потушаването на Полското въстание (1863 – 1864).
По-късно е старши адютант в щаба на гвардейската пехотна дивизия в Санктпетербургски военен окръг, офицер за особени поръчки при Главнокомандващия войските в този окръг и началник на щаба на 2-ра гвардейска пехотна дивизия. Последователно е повишен във военно звание полковник от 1866 г. и генерал-майор от 1875 г. Назначен е за командир на лейб-гвардейски Финландски полк (1876).
Участва в Руско-турската война (1877 – 1878). Лейбгвардейски Финландски полк е в състава на Западния руски отряд с командир генерал-лейтенант Николай Криденер. Участва в боевете при Плевен. На 12 октомври/24 октомври 1877 г. в битката при Горни Дъбник е ранен в стомаха. Изнесен е от бойното поле и умира на следващия ден 12/25 октомври 1877 г.

## Памет
Генерал-майор Василий Лавров винаги е бил пример на подчинените си, като по време на поход е водел пеша най-отпред полковата колона, както и във време на атака. И до днес в музея на лейбгвардейския Финландски полк се пази като свещена реликва неговия прострелян и окървавен мундир по време на боя на 24 октомври 1877 г. 
В памет на победите на руските войски в битките при Горни Дъбник и Телиш и в негова чест на мястото на бойното поле при Горни Дъбник е изграден Парк-музей „В. Н. Лавров“
Името му е изписано на братската могила на лейбгвардейски Финландски полк.
Върху масивен каменен блок е монтирана плоча с неговия лик.